# NGC 5375
NGC 5375 (NGC 5396) é uma galáxia espiral barrada (SBab) localizada na direcção da constelação de Canes Venatici. Possui uma declinação de +29° 09' 51" e uma ascensão recta de 13 horas, 56 minutos e 55,9 segundos.
A galáxia NGC 5375 foi descoberta em 16 de Maio de 1784 por William Herschel.